# Sarāb-e Shāh Ḩoseynī
Sarāb-e Shāh Ḩoseynī (persiska: سراب شاه حسینی, Sarāb-e Shāh Ḩoseyn) är en ort i Iran.   Den ligger i provinsen Kermanshah, i den nordvästra delen av landet, 400 km väster om huvudstaden Teheran. Sarāb-e Shāh Ḩoseynī ligger 1 439 meter över havet och antalet invånare är 141.
Terrängen runt Sarāb-e Shāh Ḩoseynī är kuperad åt nordost, men åt sydväst är den bergig. Runt Sarāb-e Shāh Ḩoseynī är det ganska tätbefolkat, med 179 invånare per kvadratkilometer. Närmaste större samhälle är Marzyānī, 8,4 km norr om Sarāb-e Shāh Ḩoseynī. Trakten runt Sarāb-e Shāh Ḩoseynī består i huvudsak av gräsmarker.